# Bataille de Dikwa (2 mars 2015)
Insurrection de Boko Haram
La deuxième bataille de Dikwa se déroule le 2 mars 2015 lors de l'insurrection de Boko Haram.

## Déroulement
Après avoir battu une troupe de Boko Haram près de la ville de Dikwa le 17 février 2015, l'armée tchadienne, venue de Gamboru Ngala et forte de 2 500 hommes dans cette zone, lance l'assaut sur Dikwa le 2 mars,,.
Les Tchadiens parviennent à entrer dans la ville après une heure de combats. Les affrontements se concentrent alors sur une grande villa, utilisée comme poste de commandement par les djihadistes et située près d'une des entrées de la localité. Après s'être emparés du bâtiment, le Tchadiens progressent rues par rues et prennent progressivement le contrôle de la ville. 
Après avoir sécurisé Dikwa et chassé les djihadistes, les Tchadiens s'établissent sur une plaine, située un peu à l'écart de la localité. Selon l'état-major de l'armée tchadienne, les combats ont fait un mort et 34 blessés parmi ses troupes — pour la plupart brûlés par « l'explosion d’un véhicule kamikaze transportant des bonbonnes de gaz » —  tandis que les pertes de Boko Haram sont d'environ 100 morts,,,. D'après le président tchadien, Abubakar Shekau était présent à Dikwa et aurait fui la ville lors des combats.
Le 12 mars, à la demande du Nigeria, l'armée tchadienne se retire de Dikwa pour être relevée par l'armée nigériane. Les Tchadiens regagnent le Cameroun.